# Calycopis mimas
Calycopis mimas is een vlinder uit de familie van de Lycaenidae. De wetenschappelijke naam van de soort werd als Thecla mimas in 1887 gepubliceerd door Godman & Salvin.

## Synoniemen
- Argentostriatus mamohai Johnson & Kroenlein, 1997